# 夕暮れワルツ
『夕暮れワルツ』は甲斐名都のミニアルバム。2005年5月18日にインディーズレーベル・力塾より発売。

## 概要
- 甲斐名都にとってのインディーズデビュー作品。
- ブックレット内部の写真は甲斐名都本人によるもの。
- 全曲のアレンジは皆川真人によるもの。
- 全曲の作詞・作曲を甲斐名都本人が手がけている。ただし「向日葵の恋」の作曲のみ増永宏暁との共作。

## 収録曲
1. 向日葵の恋
2. 回転木馬
3. 僕から君に
4. early summer love song
もともと作られていた状態から大幅にカットされた。この曲のフルバージョンは、メジャーデビューアルバム『ナミダの成分』に収録されている。
5. 幸せの陽
アイワイバンクCMソング
6. フトウメイナセカイ
演奏時間は7分近くに及び、全楽曲中最長である。
7. 夕暮れワルツ
本作のタイトル曲。コンピレーションアルバム『歌力』にも収録されている。